# Colón (Entre Ríos)
Colón ist Hauptstadt des gleichnamigen Departamento im Osten der argentinischen Provinz Entre Ríos. Colón liegt am westlichen Ufer des Río Uruguay, der ab Colón schiffbar ist. Auf der anderen Seite liegt etwas südlich von Colón und durch die General-Artigas-Brücke mit Colón verbunden die uruguayische Stadt Paysandú. In der Klassifikation der Gemeinden der Provinz Entre Ríos gehört Colón zu den Gemeinden der 1. Kategorie.

## Geschichte
Die Kleinstadt, die wie viele Orte in Lateinamerika nach Christoph Kolumbus (span.: Cristobal Colón) benannt ist, wurde 1863 von Justo José de Urquiza gegründet, Caudillo von Entre Ríos und erster Präsident der föderalen Republik Argentinien.

## Tourismus
Colón ist ein touristisches Zentrum mit gehobener Hotelstruktur, einem Casino und Campingplätzen. Hinzu kommen Thermalquellen und entsprechende Wellness-Angebote.

## Sehenswertes
- Palacio San José. Der frühere Landsitz des General Urquiza, zwischen Colón und Concepción del Uruguay gelegen, wurde zum Nationalmonument erklärt.

## Nationalpark
- Nationalpark El Palmar (ca. 60 km von der Stadt entfernt). Der Nationalpark El Palmar ist ein Schutzgebiet für die Yatay-Palme (Syagrus yatay).